# Camponotus trietericus
Camponotus trietericus é uma espécie de inseto do gênero Camponotus, pertencente à família Formicidae.